# گغام بارسقیان
گغام بارسقیان (انگلیسی: Gełam barsłean (Kegham Parseghian); ‏ ۱۹۱۵ – ۱۸۸۳) یک روزنامه‌نگار، شاعر، و نویسنده اهل ارمنستان بود. وی در جریان نسل‌کشی ارمنی‌ها توسط حکومت ترکان جوان عثمانی کشته شد.

## زندگی
وی در مدرسه محلی مسروبیان شرکت نمود و تحصیلات خویش را تا سال ۱۸۹۶ در آموزشگاه مرکزی (Getronagan Varjaran) ادامه داد. پس از یک سال اقامت در پاریس نخستین قطعات ادبی خویش به زبان ارمنی را در نشریات و روزنامه‌های آن دوره به چاپ رساند. سپس بین سال‌های ۱۹۰۹ تا ۱۹۱۵ سر مقاله‌نویس و ویراستار روزنامه‌های «سورهانتاک» (به ارمنی: Սուրհանդակ) و «آزادامارد» (به ارمنی: Ազատամարտ) شد. بین سال‌های ۱۹۰۸ تا ۱۹۰۹ بارسقیان یکی از ویراستاران مجله ادبی «آزتاگ» (به ارمنی: Ազդակ) بود. وی یکی از اعضای بنیانگذار ماهنامه ادبی کوتاه عمر «مِهیان» (به ارمنی: Մեհեան) (چاپ ۱۹۱۴) بود؛ و با نویسندگان مشهوری چون هراند نازاریان، گوستان زاریان، دانیل واروژان هاکوب اوشاکان و آهارون دادوریان فعالیت نمود.
مجموعه کامل آثار وی در سال ۱۹۳۱ توسط «انجمن دوستداران نویسندگان شهیدشده» در پاریس منتشر شد.
در تاریخ ۲۴ آوریل ۱۹۱۵ بارسقیان دستگیر و به «آیاش» در نزدیکی آنکارا فرستاد و سرانجام کشته شد.